# Shelley Niro
Shelley Niro, né en 1954 à Niagara Falls (New York), est une cinéaste et artiste visuelle Mohawk. Elle est principalement connue pour ses photographies la mettant en scène aux côtés des femmes de sa famille dans des postures contemporaines. Son travail a participé à contrer les stéréotypes et les clichés sur les femmes et les artistes autochtones.
Niro est une artiste multi-disciplinaire contemporaine spécialisée dans la photographie, la peinture, la sculpture, la broderie perlée, les multimédias et le cinéma indépendant. Elle est membre de la Réserve des Six Nations et fait partie Clan de la Tortue et de la bande Bay of Quinte Mohawk,.

## Biographie
Shelley Niro est née à Niagara Falls, New York en 1954 et a grandi dans la réserve des Six Nations, près de Brantford en Ontario au Canada. Elle est membre du Clan de la Tortue. 
Elle est diplômée de l'Ontario College of Art avec un Baccalauréat en Beaux-Arts, sculpture et peinture. Elle a obtenu sa Maîtrise en Beaux-Arts à l'Université de Western Ontario.
Son environnement familial a favorisé l'épanouissement de sa créativité : elle divertissait ses frères et sœurs par le biais de chansons, de contes, de photos et de dessins. La famille de Shelley Niro grandement influencé son travail et a même fini par apparaître directement dans certaines de ses compositions. Au-delà des pratiques bidimensionnelles, elle emploie les techniques de la broderie perlée et de la sculpture. Elle a développé des techniques mixtes d'installations mettant en valeur le patrimoine culturel des Premières nations qui est le sien. Shelley Niro réside actuellement[Quand ?] à Brantford, en Ontario, avec son mari.

## Œuvre
Niro a exploré l'histoire orale Iroquoise en général et celle de la diaspora du peuple Mohawk en particulier. Elle est connue pour sa photographie, qui combine souvent des portraits de femmes contemporaines autochtones avec l'imaginaire traditionnel mohawk. Elle prend pour modèles elle-même, des amis et des membres de sa famille. Ses séries photographiques de 1992, This Land Is Mime Land et les 500 Year Itch, sont des références humoristiques à la pop culture et à ses icônes, comme Elvis Presley et Marilyn Monroe. Niro travaille souvent par diptyques et triptyques, et utilise des procédés photographiques tels que le montage photo, le coloriage à la main et les tons sépia.
Shelly Niro est souvent comparée à l'artiste Cindy Sherman[réf. nécessaire] car elles se sont toutes deux exprimées en se représentant dans des rôles inhabituels, dans une tentative de briser les stéréotypes. Niro, cependant, ne se déguise jamais entièrement.
Son œuvre gagnant en maturité, Niro a commencé à mettre en scène des membres de sa famille dans ses œuvres. Time Travels Through Us montre sa mère et deux de ses sœurs : elle cherche à représenter sa réalité sociale, culturelle, personnelle et les valeurs transmises de génération en génération. Les couleurs pourpre et argent font référence à l'esthétique picturale de la culture iroquoise. Une tortue représente l'esprit animal de Niro, ainsi que le Clan de la Tortue dont elle est membre.
Les ambitions artistiques de Niro ont commencé à l'obtention de son diplôme au collège de Cambrian à Sudbury en Ontario en 1972. En 1997, elle a obtenu une maîtrise en Beaux-Arts à l'Université de Western Ontario. Niro a de plus étudié le cinéma en 2000, en tant qu'élève du Banff Centre for the Arts.
La vaste majorité de son travail est conceptuelle : elle aborde les thèmes des inégalités entre les sexes, de l'appropriation de la culture, et de l'importance des influences culturelles. Elle utilise l'immersion permise par différents médiums pour engager son audience et lui faire partager son point de vue. En dépit des thématiques qu'elles abordent, les réalisations de Niro peuvent utiliser l'humour et la satire pour se moquer des stéréotypes et des idées préconçues qui existent sujet de sa culture.

## Cinéma
- 1992 : It Starts With a Whisper, court-métrage, réalisation
- 1997 : Overweight with Crooked Teeth, production, réalisation
- 1998 : Honey Mocassin, mise en scène ; avec Tantoo Cardinal
- 2003 : The Shirt, mise en scène ; avec Hulleah Tsinhnahjinnie
- 2008 : The Flying Head, mise en scène
- 2009 : Kissed by Lightning, production, réalisation[8],[9]

## Prix et reconnaissance
Le Musée national d'histoire américaine nomme Shelley Niro parmi ses membres en 1997. Elle a remporté le Walking in Beauty Award (Prix de la beauté majestueuse) pour sa production de 1992, It Starts With a Whisper. Le film Honey Mocassin remporte le titre de Meilleur travail expérimental au Dreamspeakers Festival d'Edmonton en Alberta, et les Prix du meilleur film, de la meilleure actrice, du meilleur acteur et de la meilleure réalisatrice au Festiva Terre Rouge à Oklahoma City. 
Elle est faite membre de l'Académie royale des arts du Canada. Son court-métrage The Shirt est présenté en 2003 à la Biennale de Venise et en 2004 dans le Festival du film de Sundance à Park City (Utah). Niro remporte le Prix du Gouverneur général en arts visuels et en arts médiatiques en 2017.
L'Art de Niro a été présenté dans plusieurs expositions et musées à travers le Canada et les États-unis, y compris le National Museum of the American Indian (NMAI). Ses réalisations artistiques lui ont également permis de remporter des bourses et résidences dans de grandes institutions éducatives et culturelles, ainsi que l'honneur de sélectionner les nommés pour le NMAI (Native American Film + Video Festival).
Niro a participé à certaines des plus importantes expositions de la Biennale de Venise. En 2003, elle est l'artiste de l'exposition Indigenous Arts Action Alliance. Elle y présent son travail de photographie, ainsi que son court-métrage The Shirt, qui fut ensuite projeté en 2004 Festival du film de Sundance.
En 2009, elle reçoit le Milagro award for Best Indigenous Film pour Kissed by Lightning au Santa Fe Film Festival.
Elle remporte le Prix de Photographie de la Banque Scotia en 2017. Ce prix a mené la publication d'un ouvrage par Steidl en 2018 intitulé Shelly Niro qui trace sa carrière et fournit un étude détaillé sur ses œuvres.